# قائمة أنواع الفجيلة
يوجد عدة أنواع من جنس الالفجيلة:
- فجيلة أجمية (الاسم العلمي:Diplotaxis cespitosa)
- فجيلة أقحوانية الأوراق (الاسم العلمي:Diplotaxis leucanthemifolia)
- فجيلة جدارية (الاسم العلمي:Diplotaxis muralis)
- فجيلة جرجيرية (الاسم العلمي:Diplotaxis erucoides)
- فجيلة حارة (الاسم العلمي:Diplotaxis harra)
- فجيلة حقلية (الاسم العلمي:Diplotaxis arvensis)
- فجيلة ربيعية (الاسم العلمي:Diplotaxis vernalis)
- فجيلة سرتية (الاسم العلمي:Diplotaxis syrtica)
- فجيلة شعثاء (الاسم العلمي:Diplotaxis hirta)
- فجيلة صاعدة (الاسم العلمي:Diplotaxis assurgens)
- فجيلة عصوية (الاسم العلمي:Diplotaxis virgata)
- فجيلة كريتاسية (الاسم العلمي:Diplotaxis cretacea)
- فجيلة لاذعة (الاسم العلمي:Diplotaxis acris)
- فجيلة متغيرة (الاسم العلمي:Diplotaxis varia)
- فجيلة مملدة (الاسم العلمي:Diplotaxis viminea)
- فجيلة مورية (الاسم العلمي:Diplotaxis maurorum)
- فجيلة نحيلة (الاسم العلمي:Diplotaxis gracilis)
- فجيلة نحيلة الأوراق (الاسم العلمي:Diplotaxis tenuifolia)
- فجيلة نحيلة خردلة (الاسم العلمي:Diplotaxis tenuisiliqua)
- فجيلة هلباء (الاسم العلمي:Diplotaxis hirsuta)
- فجيلة وبرية (الاسم العلمي:Diplotaxis villosa)